# Gustac (Žut)
Gustac je nenaseljeni otok u  Kornatskom otočju.
Njegova površina iznosi 0,198 km². Dužina obalne crte iznosi 1,78 km.

## Vanjske poveznice
|  | Zajednički poslužitelj ima još gradiva o temi Gustac (Žut) |